# پاول دبشینسکی
پاوُل دُبشینسکی (انگلیسی: Pavol Dobšinský؛ ۱۶ مارس ۱۸۲۸ – ۲۲ اکتبر ۱۸۸۵) جمع کنندهٔ ادبیات فولکلور اسلواکی و نویسنده متعلق به دوره رمانتیسم و نسل štúr اهل کشور اسلواکی بود. او شاید بیشتر به خاطر ایجاد بزرگترین و کاملترین مجموعه افسانه‌های ملی اسلواکی، Prostonárodnie Slovenské Povesti (داستان‌های ملی ساده اسلواکی) شناخته شده باشد، که در یک سری از هشت کتاب از ۱۸۸۰ تا ۱۸۸۳ منتشر شده‌است.